# Stenocorus schizotarsus
Stenocorus schizotarsus là một loài bọ cánh cứng trong họ Cerambycidae.